# Alocodesmus brasiliae
Alocodesmus brasiliae är en mångfotingart som först beskrevs av Henri W. Brölemann 1902.  Alocodesmus brasiliae ingår i släktet Alocodesmus och familjen Chelodesmidae. Inga underarter finns listade i Catalogue of Life.